# Shane Rout
Shane Rout ist ein australischer Musiker, der in die NSBM-Szene eingeordnet werden kann. Er ist Gründer des Solo-Projektes Abyssic Hate und war in den Bands Deströyer 666, Filth und Hecatomb aktiv.
Er sollte das von Hendrik Möbus gegründete Label Darker Than Black Records nach dessen Flucht ins Ausland weiterführen. Es wurden auch EPs zur Veröffentlichung angekündigt, welche unter dem Scheinlabel Ancestral Research Records vertrieben wurden, da man beschloss, das Label ruhen zu lassen.

## Ideologie
Rout gab in einem Interview an, dass Absurd nicht zu seinen musikalischen und politischen Einflüssen zähle, jedoch habe er großen Respekt vor Möbus und dessen Taten. Er beschreibt auch, dass die heutige NSBM-Schiene mit den neuen Bands zu einer „Scheißszene“ entwickelt habe, in der immer mehr junge Menschen den Hitlergruß zeigten, ohne jegliche Ahnung davon zu haben, warum sie dies täten. Rout lebt in Europa, da er die australische Metal-Szene hasst. Lediglich Gospel of the Horns bezeichnet er als akzeptabel.
2007 gründete Rout nach einer erneuten Verhaftung Möbus’ eine Kampagne zu dessen Freilassung, da Rout ihm seine musikalische Karriere verdanke. Auch wenn seine Texte bei Abyssic Hate hauptsächlich Themen wie Depressionen, Suizid und Misanthropie beinhalten, zeigen sowohl seine Veröffentlichungen als auch die Aussagen Routs auf dessen Homepage eine ästhetische und ideologische Nähe zum Neonazismus: Das Demo Cleansing of an Ancient Race (en. ‚Säuberung einer alten Rasse‘) zeigt auf dem Cover eine an den Reichsadler angelehnte Zeichnung, in der das Hakenkreuz durch einen Drudenfuß ersetzt wurde. Eine ähnliche Abbildung wurde auch als Cover für die 2006 erschienene Best-Of-Kompilation A Decade of Hate verwandt.
Er coverte mit The Victory Is Ours ein Lied der Band Absurd (vom Album Facta Loquuntur), das sich auf der Kompilation Tribute to Absurd befindet und über Silencelike Death Productions veröffentlicht wurde. 2003 kündigte er auf seiner Seite an, auf einer geplanten EP ein Lied der verbotenen deutschen Rechtsrock-Band Landser covern zu wollen.